# Unia Demokratów i Niezależnych
Unia Demokratów i Niezależnych (fr. Union des démocrates et indépendants, UDI) – francuska federacyjna partia polityczna o profilu centrowym i centroprawicowym założona w 2012. Należy do Partii Porozumienia Liberałów i Demokratów na rzecz Europy. UDI dopuściła zarówno członkostwo indywidualne, jak i poprzez współtworzące ją partie.

## Historia
Po wyborach w 2012 w Zgromadzeniu Narodowym XIV kadencji 26 czerwca została zawiązana blisko trzydziestoosobowa frakcja parlamentarna pod nazwą Unia Demokratów i Niezależnych. W jej skład weszli głównie deputowani ugrupowań w poprzedniej kadencji współpracujący z rządzącą UMP, zaś na jej czele stanął lider Partii Radykalnej Jean-Louis Borloo. 18 września 2012 ogłosił powołanie nowej federacyjnej partii politycznej pod tożsamą nazwą.
Do nowej formacji przystąpiły w szczególności:
- Partia Radykalna (lider: Jean-Louis Borloo),
- Nowe Centrum (lider: Hervé Morin),
- Sojusz Centrowy (lider: Jean Arthuis),
- Nowoczesna Lewica (lider: Jean-Marie Bockel),
- Europejska Siła Demokratyczna[4] (lider: Jean-Christophe Lagarde),
- Narodowe Centrum Niezależnych i Chłopów (lider: Gilles Bourdouleix)[3][5].

Na czele tymczasowych władz partii stanął Jean-Louis Borloo. Wiceprezesami zostali Jean Arthuis, Jean-Christophe Fromantin i Chantal Jouanno, przewodniczącym rady krajowej Hervé Morin, a sekretarzami generalnymi Jean-Christophe Lagarde i Laurent Hénart. Wśród założycieli znaleźli się także m.in. Thierry Cornillet, Charles de Courson, Louis Giscard d’Estaing, Maurice Leroy, Michel Mercier, Dominique Riquet, François Sauvadet, François-Xavier Villain, Rama Yade i inni. Wkrótce po założeniu UDI zasiliło m.in. blisko 30 deputowanych, około 30 senatorów i 5 eurodeputowanych. Partię publicznie poparli także  była przewodnicząca Parlamentu Europejskiego Simone Veil i były prezydent Valéry Giscard d’Estaing. W lipcu 2013 Narodowe Centrum Niezależnych i Chłopów zostało wykluczone z federacji.
W kwietniu 2014 z powodów zdrowotnych z funkcji przewodniczącego zrezygnował Jean-Louis Borloo, kierownictwo partii tymczasowo przejął Yves Jégo. W wyborach europejskich z maja 2014 UDI wystartowała w koalicji z Ruchem Demokratycznym, która uzyskała 9,9% głosów i wprowadziła 7 przedstawicieli do Europarlamentu VIII kadencji (w tym 3 reprezentantów unii).
W listopadzie 2014 nowym liderem UDI został Jean-Christophe Lagarde, który w drugiej turze głosowania pokonał Hervégo Morina. UDI podjęła bliską współpracę z UMP i następnie z powstałymi na jej bazie Republikanami. Nie wystawiła swojego kandydata w wyborach prezydenckich w 2017, popierając François Fillona. W tym samym roku UDI opuścił wspierający Emmanuela Macrona Sojusz Centrowy. W wyborach w 2017 w większości okręgów unia uzgodniła wspólnych kandydatów z Republikanami, do niższej izby francuskiego parlamentu wprowadziła 18 swoich przedstawicieli.
W grudniu 2017 z federacji wystąpiły Partia Radykalna (która współtworzyła Mouvement radical) i Les Centristes (dawne Nowe Centrum). W 2019 lista skupiona wokół UDI nie uzyskała reprezentacji w PE. W wyborach prezydenckich w 2022 partia poparła Valérie Pécresse z Republikanów. W tym samym roku utrzymała kilkuosobową reprezentację w Zgromadzeniu Narodowym, a jej nowym przewodniczącym został Hervé Marseille. W wyborach europejskich w 2024 z ramienia centrowej koalicji skupionej wokół Renaissance UDI wprowadziła do PE X kadencji jednego swojego przedstawiciela. W tym samym roku do niższej izby francuskiego parlamentu zostało wybranych kilka osób należących do partii lub startujących pod jej szyldem.
Przedstawiciele UDI w 2024 dołączali do rządów Michela Barniera oraz François Bayrou.